# Патуйяр, Нарсис Теофиль
Нарсис Теофиль Патуйяр (фр. Narcisse Théophile Patouillard, 2 июля, 1854 — 30 марта, 1926) — французский фармацевт и миколог.

## Биография
Родился в городке Макорне (Юра). Учился в Безансоне и в Высшей школе фармацевтики в Париже. В 1884 году защитил докторскую диссертацию по структуре и таксономии Hymenomycetes.
Патуйяр особенно известен своими таксономическими работами в микологии, он описал многие виды грибов, опубликовал около 250 научных трудов и являлся самым авторитетным учёным по тропическим грибам. Описал многие грибы Бразилии, Конго, Гваделупы, Мексики, Новой Каледонии, Туниса и других мест. В честь учёного названа волоконница Патуйяра (Inocybe patouillardii).

## Систематика грибов
Стандартное сокращение Pat. используется для указания Патуйяра как автора, описавшего ботанический таксон.

### Основныетаксоны, описанные Патуйяром
Роды :
- Guepiniopsis Pat. (Dacrymycetaceae), Tabl. analyt. Fung. France (Paris) 1: 27 (1883)
- Hirsutella Pat. (Clavicipitaceae, Hypocreales) , Revue mycol., Toulouse 14: 67 (1892)
- Lacrymaria Pat., Hyménomyc. Eur. (Paris): 122 (1887)
- Leucocoprinus Pat., J. Bot. Morot 2: 16 (1888)
- Melanoleuca Pat., Catalogue Raisonne des Plantes Cellulaires de la Tunisie (Paris): 22 (1897)
- Nevrophyllum Pat., in Doassans, J.E. & Patouillard, N., Revue mycol., Toulouse 8(29): 26 (1886).
- Phaeolus (Pat.) Pat., Essai Tax. Hymén. (Lons-le-Saunier): 86 (1900)
- Septobasidium Pat. (Septobasidiaceae, Urediniomycetes), J. Bot. Morot 6: 63 (1892)
- Sirobasidium Pat. (Sirobasidiaceae, Tremellales), in Lagerheim, D. de & Patouillard, N. Sirobasidium, nouveau genre d’Hyménomycètes hétérobasidiés. J. Bot. Morot 6: 465—469 (1892)
- Spongipellis Pat., Hyménomyc. Eur. (Paris): 140 (1887)

### Таксоны, названные в честь Патуйяра
- Самым известным видом, названным в честь учёного, является волоконница Патуйяра (Inocybe patouillardii, 1905).

- Единственный род Patouillardiella, названный в честь Патуйяра итальянским учёным Карло Луиджи Спегаццини (1858—1926) в 1889 году

- Другие виды, названные в честь Патуйяра:
- Claviceps patouillardiana Henn. (1899); Clavicipitaceae
- Boletus patouillardii Singer (1947); Boletaceae
- Buellia patouillardii (Hue) Zahlbr.; Physciaceae
- Camillea patouillardii Laessøe, J.D. Rogers & Whalley (1989); Xylariaceae
- Cantharellus patouillardii Sacc. (1891); Cantharellaceae
- Catacauma patouillardii Theiss. (1920), (= Vestergrenia multipunctata); Dothideaceae
- Cercospora patouillardii Sacc. & D. Sacc.; Anamorphe Mycosphaerella
- Ceriosporella patouillardii (Letendre) Berl. (1894); Halosphaeriaceae
- Clavaria patouillardii Bres. (1892), (= Lentaria patouillardii); Gomphaceae
- Collybia patouillardii Sacc. & P. Syd. (1899); Tricholomataceae
- Coprinus patouillardii Quél. (1884); Agaricaceae
- Crinipellis patouillardii Singer (1943); Tricholomataceae
- Dimerina patouillardii Theiss.; Pseudoperisporiaceae
- Diplodina patouillardii Sacc. & P. Syd.; Anamorphe Cryptodiaporthe
- Fusarium patouillardii Sacc.; Anamorphe Gibberella
- Gymnoconia patouillardii Trotter, (= Joerstadia patouillardii); Phragmidiaceae
- Hexagonia patouillardii Beeli (1927), (= Echinochaete brachypora); Polyporaceae
- Hirsutella patouillardii Koval (1977); Anamorphe Cordyceps
- Humaria patouillardii Gillet & Sacc.; Pyronemataceae
- Inocybe patouillardii Bres. (1905), (= Inocybe erubescens); Cortinariaceae
- Inonotus patouillardii (Rick) Imazeki (1943); Hymenochaetaceae
- Joerstadia patouillardii (Trotter) Gjaerum & Cummins (1982); Phragmidiaceae
- Lecidea patouillardii'' Hue; Lecideaceae
- Lembosia patouillardii Sacc. & P. Syd. (1891); Asterinaceae
- Lentaria patouillardii (Bres.) Corner (1950); Gomphaceae
- Lepiota patouillardii Sacc. & Trotter (1912), (= Lepiota brunneoincarnata); Agaricaceae
- Marasmiellus patouillardii (Sacc. & P. Syd.) Zhu L. Yang (2000); Marasmiaceae
- Marasmius patouillardii Sacc. & P. Syd. (1899); Marasmiaceae
- Meliola patouillardii Gaillard (1892); Meliolaceae
- Merulius patouillardii (Sacc.) Kuntze (1898); Meruliaceae
- Mycosphaerella patouillardii (Sacc.) anon. (1970); Mycosphaerellaceae
- Odontia patouillardii Sacc. & P. Syd. (1899); Steccherinaceae
- Phoma patouillardii Sacc. (1892); Anamorphe Leptosphaeria
- Phyllosticta patouillardii Sacc. & D. Sacc.; Anamorphe Guignardia
- Pistillina patouillardii Quél. (1883), (= Typhula capitata); Typhulaceae
- Polyporus patouillardii Lloyd (1915); Polyporaceae
- Polyporus patouillardii Rick (1928), (= Inonotus patouillardii); Hymenochaetaceae
- Polystictus patouillardii Rick (1907), (= Inonotus patouillardii); Hymenochaetaceae
- Pseudoneottiospora patouillardii Nag Raj (1993); Anamorphe Ascomycetes
- Russula patouillardii Singer (1935); Russulaceae
- Sclerotium patouillardii Sacc. & P. Syd.; Typhulaceae
- Septobasidium patouillardii Burt; Septobasidiaceae
- Septoria patouillardii Sacc. & P. Syd. (1899); Anamorphe Mycosphaerella
- Sphaerella patouillardii Sacc. (1891); Mycosphaerellaceae
- Trametes patouillardii Trotter (1925); Polyporaceae
- Tremella patouillardii Syd.; Tremellaceae
- Typhula patouillardii'' (Quél.) Corner (1950); Typhulaceae
- Xanthochrous patouillardii Rick (1933); Hymenochaetaceae
- Xylaria platypoda var. patouillardii (P. Joly) J.D. Rogers (1988); Xylariaceae
- Xylosphaera platypoda var. patouillardii P. Joly (1968); Xylariaceae